# Рихтер, Эмиль Теодор

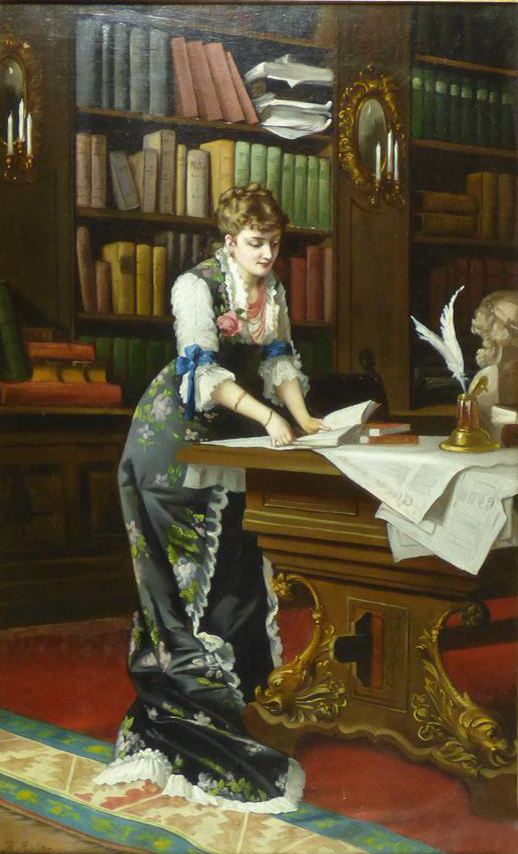
Молодая женщина в библиотеке

Эмиль Теодор Рихтер (нем. Emil Theodor Richter; 1801, Берлин — 11 февраля 1878, Мюнхен) — немецкий художник-пейзажист.
Окончил Прусскую королевскую академию искусств. С 1835 по 1839 год находился в учебной поездке в Италию, где создал много малых по размеру пейзажей в окрестностях Неаполя, Помпеи и Рима. После возвращения на родину, писал пейзажи большого формата.
В 1840 году Эмиль Теодор Рихтер поселился в Мюнхене, где, в основном, занимался созданием пейзажей Баварии, писал жанровые картины.

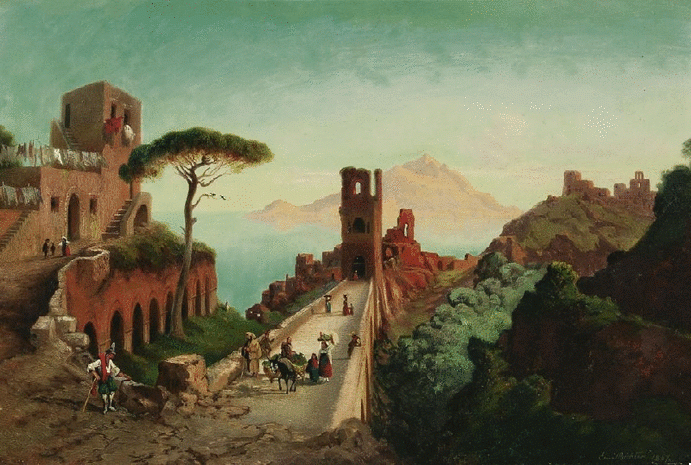
Итальянский прибрежный пейзаж
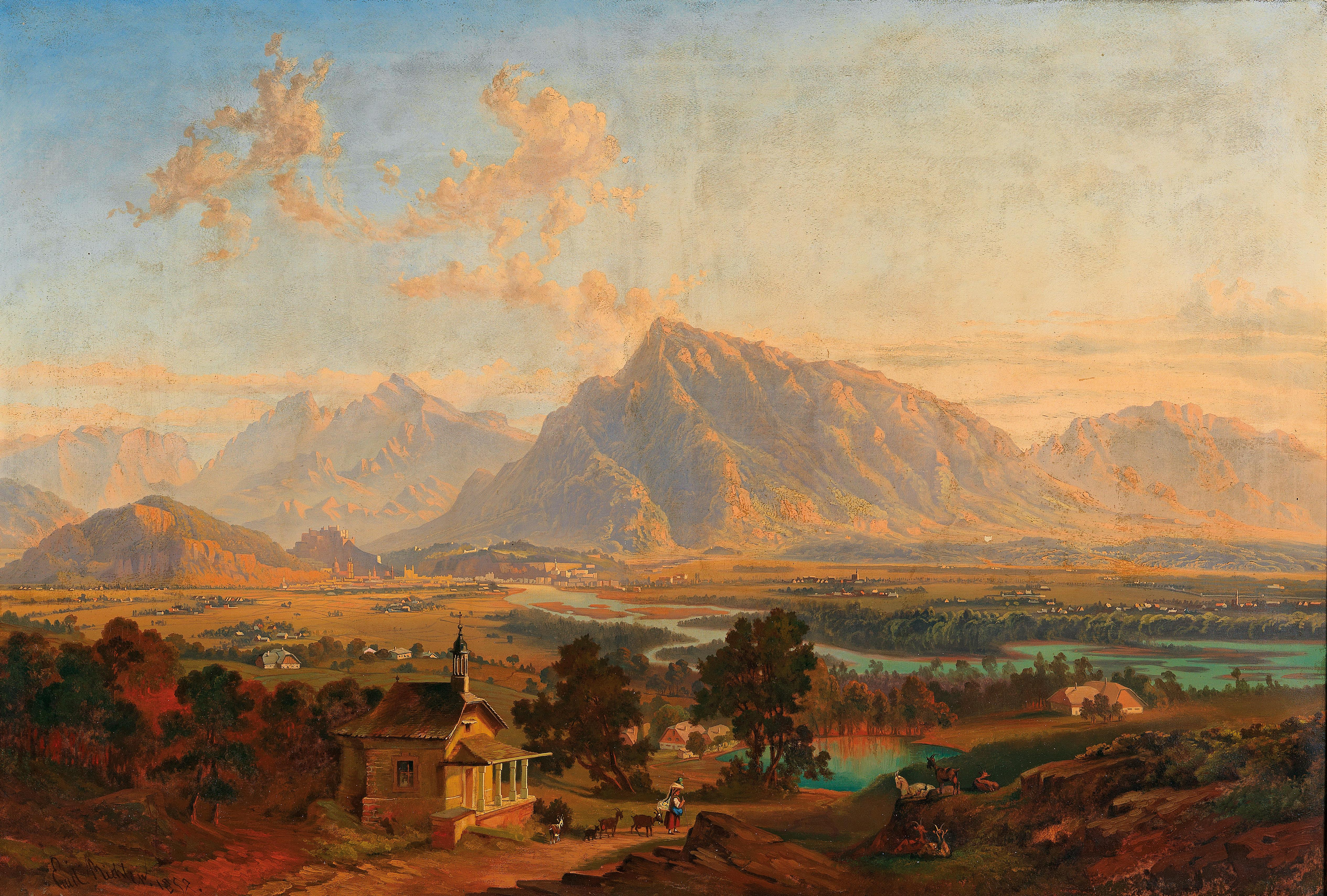
Зальцбургский пейзаж
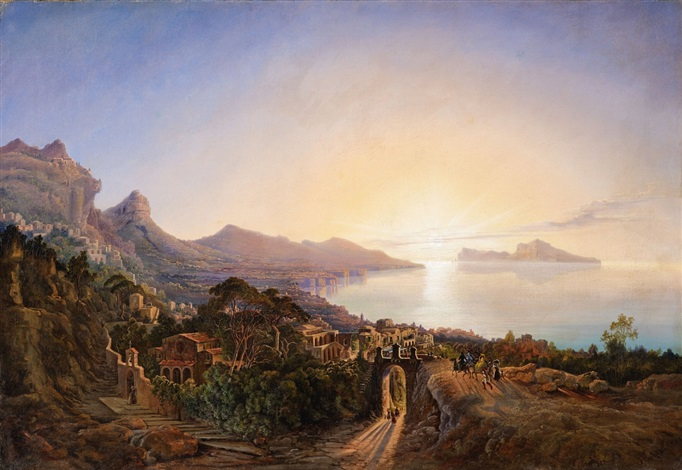
Итальянский закат